# Мшана (Підкарпатське воєводство)
Мшана (пол. Mszana) — лемківське село в Польщі, у гміні Дукля Кросненського повіту Підкарпатського воєводства.
Населення — 273 особи (2011).

## Географія
Розташовано у Північній Лемківщині у Низьких Бескидах поблизу містечка Дукля на висоті 455 м над рівнем моря. Східною межею села є гора Мшанка (671 м.), схили якої на сході спадають у долину річки Яселки. На північ від Мшанки височіє лісистий верх, що називається «Городок» (601 м.), з північного сходу на лісовій галявині знаходиться костьол св. Яна з Дуклі, який належить уже до Терстяни. На півдні Мшана межує зі Смеречним, на сході — з Тилявою, а на півночі — з Гировою. Сьогодні це одне із сіл, яке після воєнних лихоліть та депортацій зникло з політичної карти.
Мшана має вигідне географічне розташування. Село розкинулося в широкій долині по обидва береги річки Мшанки. Уздовж її течії з обох боків вливаються потоки, найбільші з яких — Вандови, Бриля та Видерник. Хати-господарства селян були розташовані по обидва боки річки і дороги у два ряди на парцелях, розділених вузькими доріжками. По обидва боки села простяглися орні землі, найродючіші з яких були понад селом, а далі, у міру підвищення і наближенням до лісу, їх родючість знижувалась. Під самим лісом земля призначалась під пасовища.
Вигідне географічне розташування Мшани обіч важливих шляхів через Дуклянський перевал (4 км), близькість до Кросна (30 км) і Дуклі (14 км), а також, помірність узгір'їв, придатні для обробітку відносно родючі землі в долині Мшанки спричинились до того, що село має дуже давню історію, зафіксовану в документах, і є одним з найстаріших на Лемківщині.

## Історія
Вперше назва села Мшана (Msana) згадується в грамоті короля Казимира III від 28 серпня 1366 року, якою він підтверджував поділ канцлером Янушем своїх маєтностей, куди входила і Мшана, між своїми пасербами. Збереглась також грамота цього ж короля від 24 лютого 1369 р., якою він надавав право двом братам — Миколі і Радостанові з м. Бєча — заснувати село Мшана (Mssana) на німецькому (магдебурзькому) праві і вирубати для цього «50 або більше, скільки треба», ланів лісу. Цю назву зустрічаємо у грамоті короля Владислава II, виданій у Новому Сончі 21 лютого 1412 року, у судових актах від 1 липня 1437 року, де згадується також його мешканець Федь із сорока своїми співгромадянами.
З грамоти від 24 квітня 1521 року довідуємося, що володарка Івлі, Гирови і Мшани Єва Щиковська продала мшанське солтиство за 300 зол. і виділила один лан на утримання парафії східного обряду Василеві Стебницькому з Уніхова. Цей акт продажу був двічі підтверджений — 14 листопада 1706 року та 26 лютого 1731 року У 1530 році Єва Щиковська видає документ у Кракові, яким визначає обов'язки солтиса у Мшані.
З люстрації (перепису) села Мшана 1581 року нам відомо, що в селі на той час було 18 дворищ, один руський священик, церква, солтис. Дворище у ті часи означало велику родину, великий селянський двір, де разом з батьками жили зі своїми сім'ями сини і дочки, які спільно володіли своїм земельним наділом. Починаючи з XVIII століття (1773 рік) село мало постійний склад населення — близько 200 господарств, приблизно 900—1000 мешканців.
Після приєднання у 1772 році Лемківщини до Австро-Угорщини, новою владою було складено комплекс документів щодо кількості населення, обміру земельних угідь, опису і класифікації будинків тощо. Такі дані збереглися і для села Мшана. З цих матеріалів довідуємося, що всього село мало 1536 моргів (1600 квадратних сажнів) 195 сажнів (1 сажень = 1,9 метра) орної землі, 359 моргів 514 сажнів лук, 162 морги 762 сажні пасовиськ, 33 морги 101 сажень городів. Вся земля була поділена на 28 рілей, які називались: Пільхівка, Кушнірівка Нижня, Кушнірівка Вишня, Гомендаківка, Гвіздонівка, Моцківка, Галадіївка, Буглівка, Вахівка, Бардзинівка, Курочківка, Сивівка, Гутирівка, Стефаничівка, Париляківка, Худиківка, Бехерівка, Солтиство Долішнє, Щурківка, Садзавка, Гальківка, Папайлівка, Миланівка, Гарайдівка, Кривівка, Когутівка, Курилівка, Вигін. Від кожної ріллі, якою володіли селяни, вони повинні були сплачувати повинності. 1848 року в Австрії панщину ліквідували. Землі було поділено на панські та селянські. Селяни звільнилися від повинності. Селянські господарства продовжували дробитися і селяни відчули нестачу землі. Це і було причиною масової еміграції селян у заокеанські землі у пошуках заробітку.
Протягом довоєнних півтора століття кількість мешканців села залишалася постійною, з тенденцією до зростання, а склад їх однорідний. Так, у 1830 тут мешкало 969 греко-католиків, у 1860 — 994, а 1892 — 956, у 1903 — 1061, також 10 римо-католиків, 12 євреїв і 12 циган, напередодні першої світової війни, у 1913—1182, також 3 римо-католики, 10 євреїв і 7 циган. Перепис, проведений у Польщі в 1921 році, зафіксував 804 особи, з них 789 греко-католиків, 4 римо-католики та 11 євреїв. Воєнні лихоліття негативно відбилися на кількості населення Мшани. Напередодні Другої світової війни, у 1936 р., тут мешкало 960 осіб, з яких 927 православних, 18 греко-католиків, 4 євреї та 11 циган.
У 1939 році в селі мешкало 930 осіб (920 українців, 5 поляків і 5 євреїв). Таким село зустріло війну.

### Друга світова війна і депортації
Першими жертвами другої світової війни стали чоловіки, які були мобілізовані до Війська Польського, більшість з яких не повернулися. Тривала німецька окупація принесла у Мшану непосильні контингенти, з різними повинностями, з вивезенням молоді на примусові роботи до Німеччини, у концтабори. Та головні воєнні дії розгорнулися тут у 1944 році, коли Мшана і навколишні села стали ареною жорстоких боїв між німецькими та радянськими військами за здобуття Головного Карпатського хребта, який закривав вихід у Словаччину.
На теренах південніше Дуклі розгорталися бої Карпатсько-Дуклянської операції, яку виконувала 38-а армія Першого Українського фронту під командуванням К. С. Москаленка. Мета операції — здобуття Дукельського перевалу і вихід у сусідню Словаччину. План радянського командування взяти перевал за 5 днів наступом через Івлю та Тиляву виконати не вдалося. І тоді посилилися атаки східніше Дуклі — на Рудавку Риманівську, Любатову, Королик Польський, Кам'янку. В результаті цих боїв 20 вересня 1944 року була взята Дукля, а 24 вересня радянські війська увійшли до Мшани. Дукельський перевал після тяжких боїв здобули 6 жовтня, поклавши понад 2 млн солдат і офіцерів, але й село ці бої остаточно знищили. Дотла були знищені й навколишні села — Гирова, Тилява, Вільховець, Ропянка, а Вильшня і Смеречне взагалі перестали існувати, і на їх місці сьогодні росте непрохідний ліс.
9 вересня 1944 року уряд УРСР і Комітет національного визволення Польщі підписали угоду про обмін населенням, згідно з якою всі українці повинні були переселитися в радянську Україну. Мешканців села вивезли на залізничну станцію Вороблик Королівський, повантажили в товарні вагони і відправили у напрямку УРСР. Хоча в евакуаційному листі зазначалось, що сім'я не має з собою продуктів харчування, за весь час після евакуації з села не надавали жодної допомоги харчами. Сьогодні більшість вихідців зі Мшани мешкає у селі  Сокільники Львівського району Львівської області.
Кілька родин залишились, відмовившись евакуюватися. Після війни до Мшани з Німеччини повернулося багато молодих хлопців і дівчат, які були там на примусових роботах, у таборах. Тут також осіли кілька родин із сусіднього села Смеречне, знищеного війною, та інших поблизьких сіл. Всього на 1947 рік у Мшані проживало близько 150 осіб. У неділю на Зелені свята 1947 року мешканці села відсвяткували свято в Народному домі, а на світанку в Зелений понеділок село обступили польські регулярні війська. Всім було наказано за годину зібратися зі своїм майном у центрі села. 147 осіб 27 травня 1947 року в результаті операції «Вісла» було депортовано на понімецькі землі Польщі.
У 1975—1998 роках село належало до Кросненського воєводства.

## Демографія
Демографічна структура станом на 31 березня 2011 року:
|          | Загалом | Допрацездатний вік | Працездатний вік | Постпрацездатний вік |
| -------- | ------- | ------------------ | ---------------- | -------------------- |
| Чоловіки | 123     | 29                 | 82               | 12                   |
| Жінки    | 150     | 39                 | 78               | 33                   |
| Разом    | 273     | 68                 | 160              | 45                   |

## Культурне життя

### Церква
Вперше церква у Мшані згадується 1369 року у грамоті короля про переведення села на магдебурзьке право. 1521 р. приносить згадку про новозбудовану церкву. Церква і парафія у Мшані належала давньому шляхетному українському роду Стебницьких, як спадкова власність, від 1521 до 1772 року. Далі мшанська парафія перейшла до Лаврівських. У цей час (1785 р.) у селі жило 825 мешканців, з них 808 греко-католиків, 7 євреїв і 10 римо-католиків. Площа села становила 18,87 км².
Першим відомим парохом Мшани і водночас деканом Дуклянського деканату був Іоанн Лаврівський. Наступними парохами були Григорій Лаврівський (1804—1856), М. Костанкевич (1856—1874), К. Пасічинський (1874), Юліян Дуркот (1874—1907), який похований на місцевому цвинтарі, Марян Мишковський (1908—1909), Стефан Тарнович (1909), Стефан Тарнович, батько Юліяна Тарновича-Бескида, який похований на місцевому цвинтарі, Казимир Дутковський (1910—1923), москвофіл Кирило Чайковський (1923—1928), В. Худик (1933), К. Сальо (1934—1944). Починаючи з 1928 року у Мшані також з'явилися парохи православного обряду К. Шеремета (1928—1936), В. Охаб (1936—1940), а з 1940 по 1944 роки були Грезентович, Оровський та Скорський.

### Освіта
Тісно пов'язана з церквою була також і народна освіта. При церкві здавна діяла парафіяльна школа, у якій священик або дяк вчили сільських дітей читати, писати і рахувати. Про парафіяльну школу в Мшані є документальні відомості з 1830 року. Вдалося встановити імена шести дяків-учителів. Так, у 1830 р. дітей вчив Петро Дзюрий, у 1855, 1857, 1858, 1860—1862 — Петро Костик, у 1856, 1867—1874 — Іван Кушнара, у 1859 — Онуфрій Баньковський, у 1865 — Яків Водзік. У 1860 році в селі було 69 дітей шкільного віку, з них до школи ходило 29 дітей. У 1863 школа була реорганізована й утримувалася виключно громадою. 1880 року у Мшані з ініціативи селянина Луки Галадія була заснована державна однокласна шкода, навчання у якій велося українською мовою. У передвоєнний період 1909—1910 роки школа не працювала, хоча в селі було 130 дітей шкільного віку. Після розпаду Австро-Угорщини в 1925 року польська влада запровадила у школі двомовне навчання.
Мшана була виключно українським селом. За переписом 1921 року вона налічувала 804 мешканці, з яких 789 (98,13 %) греко-католиків, 4 особи латинського обряду та 11 євреїв. Звичайно, мшачани також виступали за збереження рідної мови навчання своїх дітей. Проте у міжвоєнний період навчання у школі стало двомовними, незважаючи на те, що в селі не було жодної дитини шкільного віку, яка б не володіла українською мовою. Українська мова була введена у школі аж з 1940 року завдяки діяльності Українського центрального комітету, створеного і керованого у Кракові ученим та громадським діячем, уродженцем Лемківщини професором Володимиром Кубійовичем. Тоді ж у Мшані було організовано перший дитячий садок. У 1940 році в Дуклі було відкрито семикласну українську державну школу — Бурсу, як її називали у народі, на навчання в яку вступило багато бідних дітей зі Мшани.

### Товариства і кооператив
Завдяки церкві та духовенству в селі пожвавилось культурне життя. У 1885 році було засновано Товариство тверезості, яке вело виховну і культурно-просвітницьку роботу серед селян і об'єднувало 380 членів. о. Стефан Тарнович у 1909 заснував на власні кошти церковну крамницю. За часів о. К.Дутковського у Мшані було збудовано парафіяльний будинок із цегли, у якому містилася школа і крамниця. Він багато працював з молоддю і заснував церковний хор, активізував роботу Товариства тверезості, число членів якого зросло до 600 осіб. У 1913 році було засновано москвофільську читальню ім. Качковського, при якій діяла церковна каса і крамниця. Після першої світової війни молодий господар Іван Париляк заснував приватну крамницю, опікунство над якою доручив о. К. Чайковському, який незабаром на її базі організував селянський кооператив «Надія», що належав до Ревізійного Союзу Руських Кооператив. У 1929 році було відновлено роботу читальні імені Качковського. У 1932 році члени кооперативу «Надія» почали будівництво Народного дому в центрі села і закінчили його у середині 1930-х років. У двоповерховій цегляній споруді (збереглася досі) розмістилась молочарня, канцелярія кооперативу, читальня, а також простора зала із сценою, у якій відбувалися виступи хору та драматичного гуртка, забави для молоді.

## Видатні уродженці
- Юліан Лаврівський
- Заєць Марія Василівна — Герой Соціалістичної Праці.